# نينيريجال
نينيريجال أو نينيريجالا كانت إلهة بلاد ما بين النهرين مرتبطة بكلابا، وهي منطقة تابعة لمدينة أوروك. شخصيتها غير معروفة بشكل كبير باستثناء دورها كإلهة الوصاية على هذه المنطقة. وكان زوجها إلهًا معروفًا باسم نونبارانا، وهو على الأرجح لقب لإله النار جيبيل.

## الشخصية والعبادة
يمكن ترجمة الاسم نينيريجال إلى "سيدة إيريجال"، وإيريجال هو اسم معبد مخصص لهذه الإلهة والذي كان موجودًا في أوروك بين أواخر الألفية الثالثة وأوائل الألفية الثانية قبل الميلاد. يمكن الإشارة إليها باسم "أم كولابا"، لكن شخصيتها الفردية غير محددة بشكل جيد في المصادر المعروفة.
الإلهة المسماة نين - أونووج التي تظهر في ترانيم زامي في العصر المبكر، والتي تصفها بأنها الإلهة الوصية على كولابا (وتُكتب أيضًا كولاب)، وهي منطقة في أوروك، يُفترض أحيانًا أنها نينيريجال، على الرغم من أن هذا لا يزال غير مؤكد ويُعتبر قراءة نينونوج أيضًا احتمالًا. إذا لم يسبقه علامة دنجير، التي كانت تعمل كعلامة تحديدية لأسماء الآلهة، فإن نين-أونوج، التي اتفقنا في هذه الحالة على أنها تعني "سيدة أوروك"، كانت بدلاً من ذلك لقبًا لإلهة التعويذة نينجيريما، كما هو موضح في نقوش لوغال زاجيسي، أو إنانا، كما هو موثق في نقش واحد لأوتوهيجال.
تلقت نينيرجال قرابين في نيبور في فترة أور الثالثة، ولكن لم يتم توثيقها بشكل عام إلا بشكل ضئيل بعد فترة الأسرات المبكرة.
وفقًا لجوليا كرول، من الممكن أنه في العصر السلوقي، تم "إعادة اختراع نينيريجال كحامية لإيريجال". في هذا السياق، يشير هذا الاسم الاحتفالي إلى معبد جديد تمامًا لعشتار ونانايا. هناك خلاف حول ما إذا كان يجب قراءة اسم المعبد على أنه إيريجال أو إيشجال، على الرغم من أن كرول يزعم أن الأول هو الأرجح نينيريجال غائبة عن الأسماء الثيوفورية والنصوص القانونية من أوروك السلوقية، ولا يوجد ما يشير إلى أنها كانت تُعبد في هذه المدينة في العصر البابلي الحديث. من المرجح أن يكون إعادة إدخالها إلى مجمع المدينة مرتبطًا بالقدم والطابع المحلي لعبادتها، كما هو الحال في بيسانغونوغ.

## الارتباطات مع الآلهة الأخرى
في قائمة آلهة بابل القديمة التي تعتبر سلفًا للإله أن = أنوم اللاحق، يظهر نينيريجال إلى جانب نونبارانا، وهو إله يُشار إليه على أنه زوجها، بين الأقسام المخصصة لإله القمر نانا وإله الشمس أوتو ، ولكن في الإله أن = أنوم نفسه يظهر كلاهما بين الآلهة المرتبطة بالحرف اليدوية في قسم إنكي بدلاً من ذلك. وتساوي نفس القائمة بينه وبين تهجئة مختلفة لاسمه، نونبارونا، وبين جيبيل /جيرا، وتنسب هذا الإله إلى نينريجال باعتباره زوجها. بناءً على استخدام اسم نونبارانا في التعويذات، فقد اقترح أنه كان مجرد لقب لإله النار. يلاحظ جيرميا بيترسون أن الموقع المرتبط بجيبيل، والذي ورد في أحد النصوص أنه مكان ميلاده، قد كُتب بنفس طريقة عنصر irigal في اسم نينيريجال، AB - gal، ويقترح أن الاسم المستعار والاسم الجغرافي المذكورين قد يكونان مرتبطين.بإله النار يعمل ككتابة أخرى لمصطلح متجانس يشير إلى العالم السفلي غير معقول، وأن الارتباط بمكان مرتبط بزوجته يناسب ما هو معروف عن كلا الإلهين بشكل أفضل.
نظرًا لأن نينيريجال يظهر في بعض نسخ أسطورة رحلة نانا-سون إلى نيبور، على الرغم من أن سود موجود في نفس المقطع في النسخة القياسية، وفقًا لمانفريد كريبرنيك، فمن الممكن في سياقات معينة أن يتم دمج هذين الإلهين. ومع ذلك، فإنه يلاحظ أيضًا أنه ليس من المستحيل أن يكون إدراج نينيريجال مجرد خطأ كتابي.
في حين زعمت الدراسات المبكرة أن نينيريجال كانت مرتبطة أو متطابقة مع إنانا، إلا أنه لا يوجد دليل لصالح هذه النظرية، على الرغم من أنها كانت تُعبد أيضًا بشكل رئيسي في إقليم أوروك. في أحد النصوص الطقسية من نفس المدينة تظهر إلى جانب آلهة الطب باو وجولا / ميمي.

### فهرس
- Asher-Greve، Julia M.؛ Westenholz، Joan G. (2013). Goddesses in Context: On Divine Powers, Roles, Relationships and Gender in Mesopotamian Textual and Visual Sources (PDF). Academic Press Fribourg. ISBN:978-3-7278-1738-0. اطلع عليه بتاريخ 2022-08-19.
- Beaulieu، Paul-Alain (2003). The pantheon of Uruk during the neo-Babylonian period. Leiden Boston: Brill STYX. ISBN:978-90-04-13024-1. OCLC:51944564.
- Cavigneaux, Antoine; Krebernik, Manfred (1998), "Nun-bar-a/una",  (بالألمانية) {{استشهاد}}: الوسيط |title= غير موجود أو فارغ (help) and الوسيط |تاريخ الوصول بحاجة لـ |مسار= (help)
- Krebernik, Manfred (1998), "Nin-irigala",  (بالألمانية) {{استشهاد}}: الوسيط |title= غير موجود أو فارغ (help) and الوسيط |تاريخ الوصول بحاجة لـ |مسار= (help)
- Krebernik, Manfred (1998a), "Ninlil",  (بالألمانية) {{استشهاد}}: الوسيط |title= غير موجود أو فارغ (help) and الوسيط |تاريخ الوصول بحاجة لـ |مسار= (help)
- Krebernik, Manfred (2011), "Sonnengott A. I. In Mesopotamien. Philologisch",  (بالألمانية) {{استشهاد}}: الوسيط |title= غير موجود أو فارغ (help) and الوسيط |تاريخ الوصول بحاجة لـ |مسار= (help)
- Krul، Julia (2018). The Revival of the Anu Cult and the Nocturnal Fire Ceremony at Late Babylonian Uruk. Brill. DOI:10.1163/9789004364943. ISBN:9789004364936.
- Peterson، Jeremiah (2014). "Two New Sumerian Texts Involving the Deities Numushda and Gibil". Studia Mesopotamica: Jahrbuch für altorientalische Geschichte und Kultur. Band 1. Münster: Ugarit-Verlag. ISBN:978-3-86835-076-0. OCLC:952181311.